# Prospekt's March
Albums de Coldplay
Viva la Vida or Death and All His Friends
(2008) LeftRightLeftRightLeft
(2009)
Prospekt's March est un EP de Coldplay sorti dans le monde le 24 novembre 2008. Il est essentiellement composé de chansons qui n'ont pas été retenues par le groupe pour figurer sur l'album Viva la Vida or Death and All His Friends ou qui ont été terminées après la sortie de l'album.
Le visuel de Prospekt's March reprend le tableau La bataille de Poitiers d'Eugène Delacroix.

## Liste des titres
1. Life in Technicolor II – 4:05
2. Postcards from Far Away – 0:48
3. Glass of Water – 4:44
4. Rainy Day – 3:26
5. Prospekt's March / Poppyfields – 3:39
6. Lost+ (avec Jay-Z) – 4:16
7. Lovers In Japan (Osaka Sun Mix) – 3:57
8. Now My Feet Won't Touch the Ground – 2:29

## Singles
- 2009 : Life in Technicolor II

## Classements de ventes
| Classement                           | Meilleure position |
| ------------------------------------ | ------------------ |
| Australie                            | 50                 |
| Canada                               | 26                 |
| États-Unis Billboard 200             | 15                 |
| États-Unis Billboard Top Rock Albums | 7                  |
| Royaume-Uni                          | 38                 |